# Anton Riehl (Politiker)
Anton Riehl (* 10. September 1820 in Krems an der Donau; † 1. Oktober 1886 in Wiener Neustadt) war ein österreichischer Jurist und Politiker.

## Leben
Riehl studierte von 1838 bis 1843 Rechtswissenschaft an der Universität Wien und wurde dort 1845 promoviert. Anschließend arbeitete er bis 1851 als Advokaturskonzipient in Wien und danach bis zu seinem Tod als Advokat in Wiener Neustadt. Seit 1869 war er Mitglied des österreichischen Staatsgerichtshofs. Er war Mitgründer und Vorstandsmitglied der Sparkasse, des Turn- und des Schützenvereins in Wiener Neustadt.
Vom 18. Mai 1848 bis 5. April 1849 war Riehl für den Wahlkreis Österreich unter der Enns in Zwettl Mitglied der Frankfurter Nationalversammlung in der Fraktion Westendhall. Er war in der ganzen Zeit außerdem Schriftführer der Nationalversammlung.
1849 war er Mitglied im Zentralmärzverein.
Von 1861 bis 1870 war er Mitglied des Niederösterreichischen Landtags und von 1861 bis 1870 Mitglied im Abgeordnetenhaus des österreichischen Reichsrats.